# Mike Ricci
Pour les articles homonymes, voir Ricci.
Michael Ricci (né le 27 octobre 1971 à Scarborough, en Ontario au Canada) est un joueur professionnel de hockey sur glace.

## Carrière en club
Il commence sa carrière en jouant dans les ligues mineures de la Ligue de hockey de l'Ontario pour les Petes de Peterborough en 1987. Trois ans après, lors du repêchage d'entrée dans la Ligue nationale de hockey, il est choisi par les Flyers de Philadelphie en tant que premier choix (quatrième joueur au total).
Il joue deux saisons avec la franchise des Flyers de Philadelphie avant de retourner jouer au Canada et plus précisément pour les Nordiques de Québec. En juin 1992, il passe des Flyers aux Nordiques en compagnie de Peter Forsberg, Steve Duchesne, Kerry Huffman et Ron Hextall et en retour du seul Eric Lindros. Dès sa première saison au Québec, il inscrit 78 points, son meilleur total en une saison. Il suit la franchise lors de son déménagement dans le Colorado et gagne avec l'Avalanche la Coupe Stanley lors de cette saison 1995-1996.
Il commence la saison suivante avec l'équipe du Coloardo mais le 20 novembre 1997, il est échangé aux Sharks de San José en retour de Shean Donovan. Il est élu joueur du mois de son équipe en décembre 1998 par les médias couvrant les rencontres de l'équipe ; il recevra également cette distinction en janvier 2000, mars 2001 et décembre 2001. À la fin de la saison 1999-2000 de la LNH, il a le meilleur différentiel +/- de son équipe avec +14. Il est un trois finalistes pour remporter le Trophée Frank-J.-Selke, trophée remis par la LNH au meilleur attaquant ayant démontré le plus de compétence défensive, même s'il ne remporte pas le trophée.
Le 11 février 2004, il joue son millième match dans la LNH contre les Red Wings de Détroit. À la fin de la saison, le 1er juillet, il est laissé agent libre par les Sharks. Huit jours plus tard, il rejoint les Coyotes de Phoenix pour un contrat annoncé de plusieurs saisons. Il fait ses débuts avec sa nouvelle formation en 2005 après ne pas avoir joué pendant le lock-out 2004-2005 de la LNH. Au cours de la saison 2006-2007 de la LNH, il joue moins de dix matchs dans la saison en raison d'une blessure. Le 13 août 2007, il décide de mettre un terme à sa carrière après avoir joué 16 saisons dans la LNH.
En 2008, il revient dans l'organisation des Sharks en tant qu'assistant à l'entraîneur de l'équipe. Il s'occupe de toute la partie développement.

## Trophées et honneurs personnels
- 1988-1989
  - Trophée William-Hanley de la LHO en récompense de son état d'esprit exemplaire
  - Trophée Red-Tilson en tant que meilleur joueur de la saison de LHO
  - Joueur de la saison de la LCH
- 1995-1996 : Coupe Stanley avec l'Avalanche du Colorado de la LNH

## Statistiques
| Saison     | Équipe                 | Ligue      |       | Saison régulière | Saison régulière | Saison régulière | Saison régulière | Saison régulière |    | Séries éliminatoires | Séries éliminatoires | Séries éliminatoires | Séries éliminatoires | Séries éliminatoires |
| Saison     | Équipe                 | Ligue      | PJ    | B                | A                | Pts              | Pun              | PJ               | B  | A                    | Pts                  | Pun                  |                      |                      |
| 1987-1988  | Petes de Peterborough  | LHO        | 41    | 24               | 37               | 61               | 20               | 12               | 7  | 6                    | 13                   | 12                   |                      |                      |
| 1988-1989  | Petes de Peterborough  | LHO        | 60    | 54               | 52               | 106              | 43               | 17               | 19 | 16                   | 35                   | 18                   |                      |                      |
| 1989-1990  | Petes de Peterborough  | LHO        | 60    | 52               | 64               | 116              | 39               |                  |    |                      |                      |                      |                      |                      |
| 1990-1991  | Flyers de Philadelphie | LNH        | 68    | 21               | 20               | 41               | 64               |                  |    |                      |                      |                      |                      |                      |
| 1991-1992  | Flyers de Philadelphie | LNH        | 78    | 20               | 36               | 56               | 93               |                  |    |                      |                      |                      |                      |                      |
| 1992-1993  | Nordiques de Québec    | LNH        | 77    | 27               | 51               | 78               | 123              | 6                | 0  | 6                    | 6                    | 8                    |                      |                      |
| 1993-1994  | Nordiques de Québec    | LNH        | 83    | 30               | 21               | 51               | 113              |                  |    |                      |                      |                      |                      |                      |
| 1994-1995  | Nordiques de Québec    | LNH        | 48    | 15               | 21               | 36               | 40               | 6                | 1  | 3                    | 4                    | 8                    |                      |                      |
| 1995-1996  | Avalanche du Colorado  | LNH        | 62    | 6                | 21               | 27               | 52               | 22               | 6  | 11                   | 17                   | 18                   |                      |                      |
| 1996-1997  | Avalanche du Colorado  | LNH        | 63    | 13               | 19               | 32               | 59               | 17               | 2  | 4                    | 6                    | 17                   |                      |                      |
| 1997-1998  | Avalanche du Colorado  | LNH        | 6     | 0                | 4                | 4                | 2                |                  |    |                      |                      |                      |                      |                      |
| 1997-1998  | Sharks de San José     | LNH        | 59    | 9                | 14               | 23               | 30               | 6                | 1  | 3                    | 4                    | 6                    |                      |                      |
| 1998-1999  | Sharks de San José     | LNH        | 82    | 13               | 26               | 39               | 68               | 6                | 2  | 3                    | 5                    | 10                   |                      |                      |
| 1999-2000  | Sharks de San José     | LNH        | 82    | 20               | 24               | 44               | 60               | 12               | 5  | 1                    | 6                    | 2                    |                      |                      |
| 2000-2001  | Sharks de San José     | LNH        | 81    | 22               | 22               | 44               | 65               | 6                | 0  | 3                    | 3                    | 0                    |                      |                      |
| 2001-2002  | Sharks de San José     | LNH        | 79    | 19               | 34               | 53               | 44               | 12               | 4  | 6                    | 10                   | 4                    |                      |                      |
| 2002-2003  | Sharks de San José     | LNH        | 75    | 11               | 23               | 34               | 53               |                  |    |                      |                      |                      |                      |                      |
| 2003-2004  | Sharks de San José     | LNH        | 71    | 7                | 19               | 26               | 40               | 17               | 2  | 3                    | 5                    | 4                    |                      |                      |
| 2005-2006  | Coyotes de Phoenix     | LNH        | 78    | 10               | 6                | 16               | 69               |                  |    |                      |                      |                      |                      |                      |
| 2006-2007  | Coyotes de Phoenix     | LNH        | 7     | 0                | 1                | 1                | 4                |                  |    |                      |                      |                      |                      |                      |
| 2006-2007  | Rampage de San Antonio | LAH        | 2     | 0                | 0                | 0                | 0                |                  |    |                      |                      |                      |                      |                      |
| Totaux LNH | Totaux LNH             | Totaux LNH | 1 099 | 243              | 362              | 605              | 979              | 110              | 23 | 43                   | 66                   | 77                   |                      |                      |

## Divers
Il joue le rôle d'Elmer Lach dans le film de Charles Binamé sur Maurice Richard. Il est le seul joueur de la LNH à avoir une phrase à dire.